# Epicauta immaculata
Epicauta immaculata är en skalbaggsart som först beskrevs av Thomas Say 1824.  Epicauta immaculata ingår i släktet Epicauta och familjen oljebaggar. Inga underarter finns listade i Catalogue of Life.